# سوريل-تريسي (كيبك)
سوريل، تريسي، كيبك (بالإنجليزية: Sorel-Tracy)‏ هي مدينة كندية تقع في مقاطعة كيبك. تبلغ مساحة هذه المدينة 58.0672 (كم²)، ويبلغ عدد سكانها 34076 نسمة حسب إحصاء سنة 2006 م، بينما كان يسكنها 34194 نسمة في سنة 2001 م. تحتل هذه المدينة المرتبة رقم 123 بين مدن كندا حسب عدد السكان والمرتبة رقم 29 في المقاطعة. النمو سكاني في هذه المدينة يقدر بـ(-0.3).

## أعلام
- أندريه جيل
- تشارلز جيل
- فرانسوا بوشومين
- ميشيل ماتيو
- دومينيك ميشيل

## وصلات خارجية
- الأطلس الحكومي لكندا
- إحصاءات كندا مع ساعة تعداد السكان